# بيتشاناقي
منطقة بيتشاناقي (بالإسبانية: Distrito de Pichanaqui) هي واحدة من ست مناطق تتكوّن منها محافظة تشانتشامايو التابعة لـمنطقة خونين في وسط بيرو. تُعد مدينة بيتشاناقي المركز الإداري للمنطقة.

## الموقع الإداري
تقع المنطقة ضمن إقليم الأمازون الأوسط لبيرو، وتتميّز بموقعها الاستراتيجي في منطقة ذات طابع زراعي وغابي، مما يمنحها أهمية اقتصادية متزايدة في الزراعة والتجارة الداخلية.

## التقسيم والإدارة
تخضع منطقة بيتشاناقي لإدارة بلدية محلية تُشرف على التنمية الاقتصادية والاجتماعية والبنية التحتية والخدمات العامة. وتُعد من المناطق النشطة ديموغرافيًا داخل محافظة تشانتشامايو.